# حلاجیه
حلاجیه، پیروان منصور حلاج هستند که ادعای غلو آمیزی در خصوص وی مطرح کرده‌اند. شیخ مفید این گروه را اباحه گر و معتقد به حلول دانسته و آنان را گمراه تر از مجوس معرفی می کند. همو در اثر دیگرش این گروه را از زنادقه دانسته است. در فرهنگ فرق، این گروه را جزء غلات صوفی به حساب می آورند.

## اعتقادات
از دیگر اعتقادات این فرقه که به آن پایبن هستند، رای حلاج در خصوص حج است. این گروه حج رفتن را واجب نمی‌دانند.